# Amtsgericht Moers

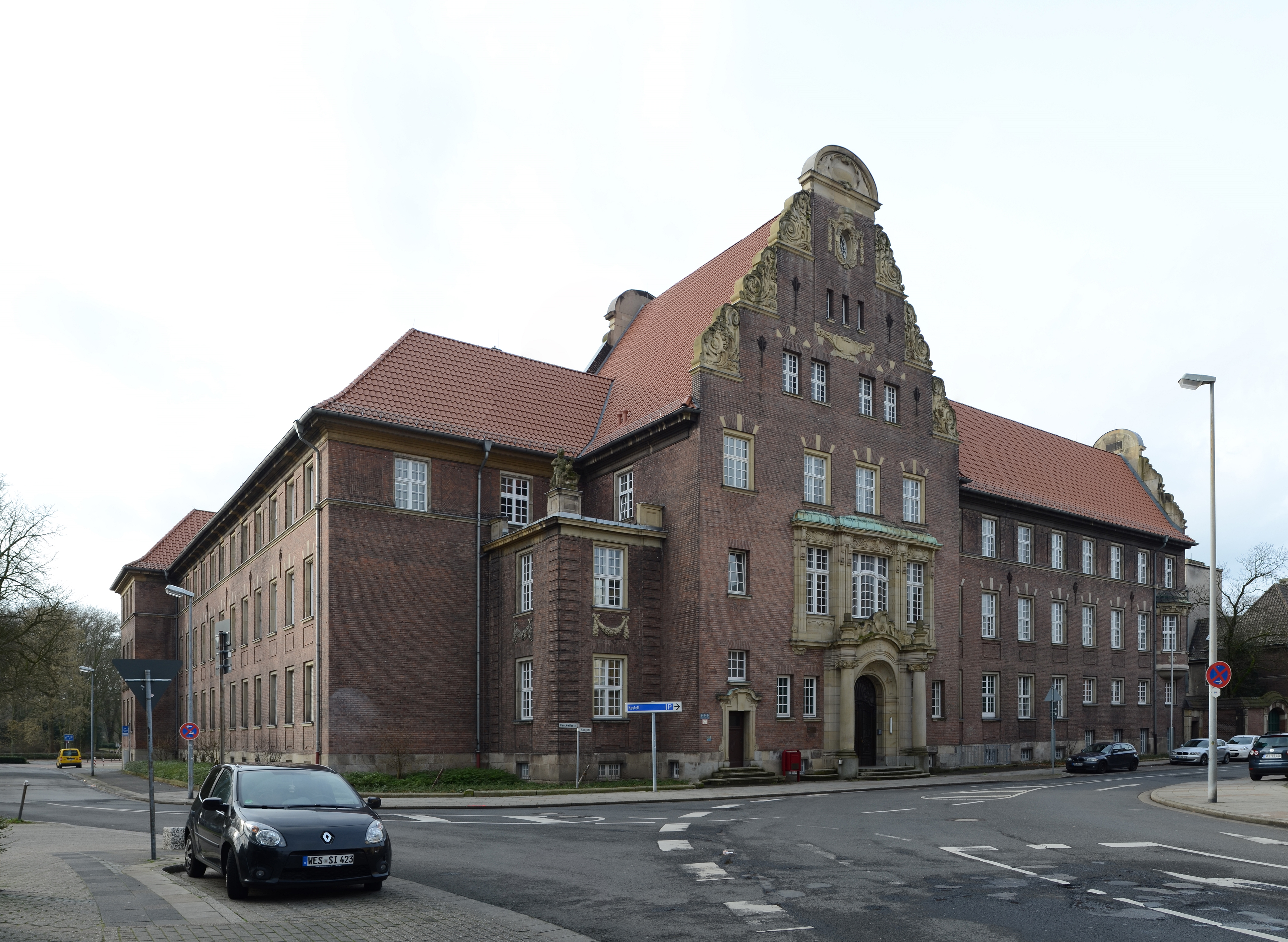
Denkmalgeschütztes Amtsgerichtsgebäude an der Haagstraße (Panoramaaufnahme, Januar 2014)

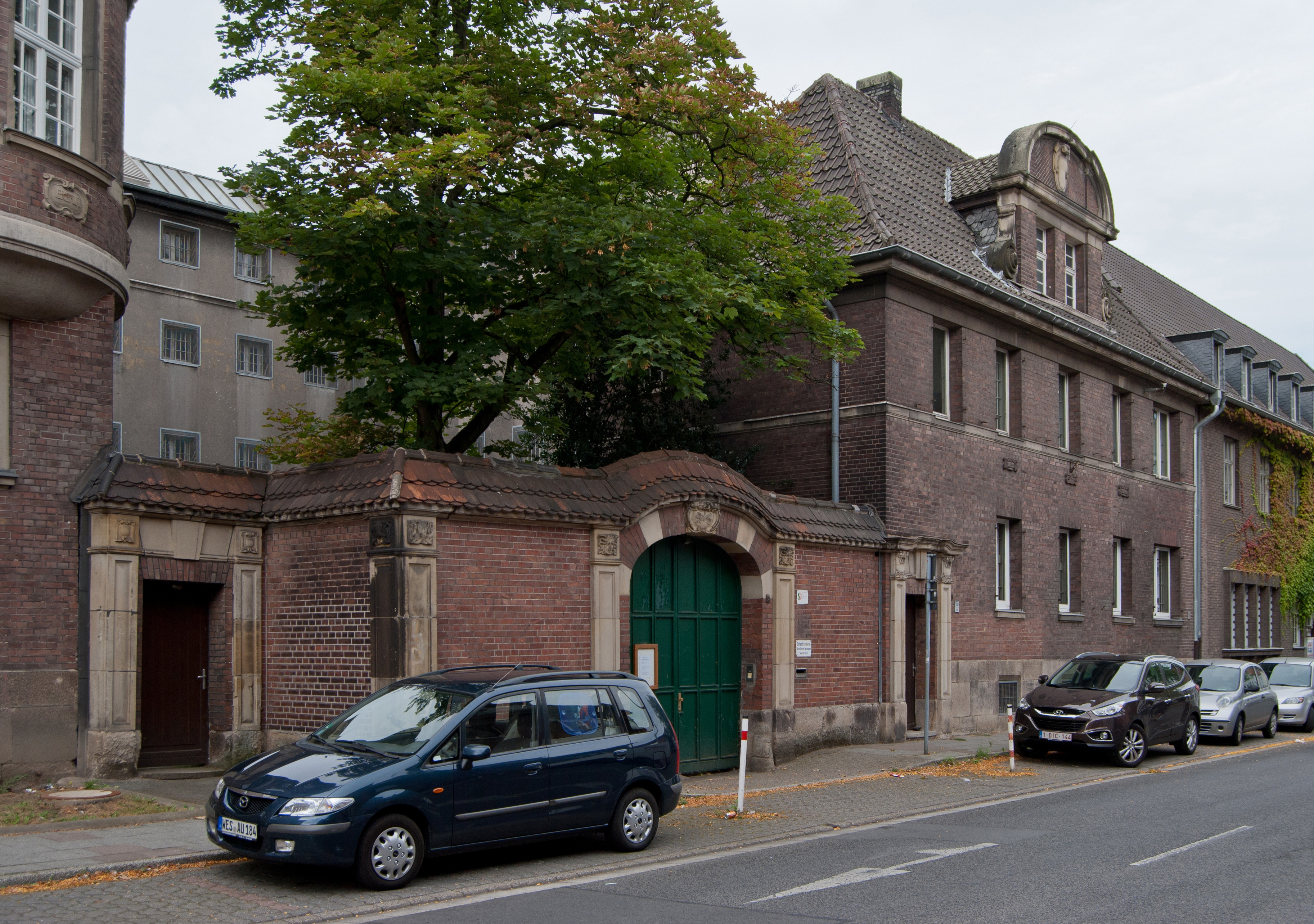
Altes Hafthaus (2012)

Moers ist Sitz des Amtsgerichts Moers, das für die Städte Moers und Neukirchen-Vluyn im südlichen Teil des Kreises Wesel zuständig ist. In dem 111 km² großen Gerichtsbezirk leben rund 135.000 Menschen. Es ist ferner für den benachbarten Amtsgerichtsbezirk Rheinberg in  Haftsachen, Schöffengerichtssachen und Jugendschöffengerichtssachen zuständig.

## Übergeordnete Gerichte
Das dem Amtsgericht Moers übergeordnete Landgericht ist das Landgericht Kleve, das wiederum dem Oberlandesgericht Düsseldorf untersteht. Im Moerser Gerichtsgebäude befindet sich die auswärtige Strafkammer des Landgerichts Kleve.

## Geschichte
Das königlich preußische Amtsgericht Moers wurde mit Wirkung zum 1. Oktober 1879 als eines von neun Amtsgerichten im Bezirk des Landgerichtes Kleve im Bezirk des Oberlandesgerichtes Köln gebildet. Der Sitz des Gerichts war Moers. Sein Gerichtsbezirk umfasste den Kreis Moers außer den Teilen, die den Amtsgerichten Rheinberg, Uerdingen und Xanten zugeordnet waren. Am Gericht bestand 1880 eine Richterstelle. Das Amtsgericht war damit ein kleines Amtsgericht im Landgerichtsbezirk.

## Amtsgerichtsgebäude
Das Amtsgerichtsgebäude liegt an der Haagstraße 7. Es wurde zwischen 1911 und 1913 im Stil der deutschen Renaissance errichtet. Es verfügt über einen reich geschmückten Stufengiebel und ist unter der Nummer 63 in die Liste der Baudenkmäler in Moers eingetragen. Zusammen mit dem benachbarten Gefängnis, dem von 1913 bis 1914 erbauten, ebenfalls denkmalgeschützten Alten Hafthaus, bildet es ein bedeutsames städtebauliches Ensemble.